# Герб Трансваалю
Герб Трансваалю - офіційний геральдичним символ Південно-Африканської Республіки з 1866 по 1877 рік і знову з 1881 по 1902 рік, а згодом символом провінції Трансвааль з 1954 по 1994 рік у спрощеному вигляді. Зараз герб застарів.

## Історія
Південно-Африканська Республіка була створена в 1857 році. 18 лютого 1858 року Фольксраад (законодавчий орган) вирішив, що нова держава повинна мати такий герб:
|  | На срібному полі фургон та золотий якір, а орел сидить на щиті. На правій стороні щита чоловік у національному костюмі з пістолетом та аксесуарами. З лівого боку лев. National and Provincial Symbols, F.G. Brownell |

Найбільш рання поява герба була на банкнотах, випущених у 1866 р. Грубо намальований герб був зображений у вигляді щита з левом, якорем і людиною у верхній половині, фургоном у нижній половині та девізом 'Eendragt maakt magt' (sic, пор. Прапор SAR) на стрічці вгорі. Ця версія також з'явилася на Staatscourant (урядовому віснику) з 1867 р. 
Краща версія, коли щит був розділений на секції, орел сидів зверху, і три прапори були накинуті на кожну сторону, вперше з'явився на поштових марках в 1869 році, і це стало найкращим зображенням. З 1871 р. цей герб теж з'явився на банкнотах, а з 1872 р. - на верхівці Штатскоранту.
Герб припинив дію під час британської окупації Трансваалю, з 1877 по 1881 рік. Відроджений в 1881 році, герб знову застарів, коли республіка припинила своє існування в 1902 році.

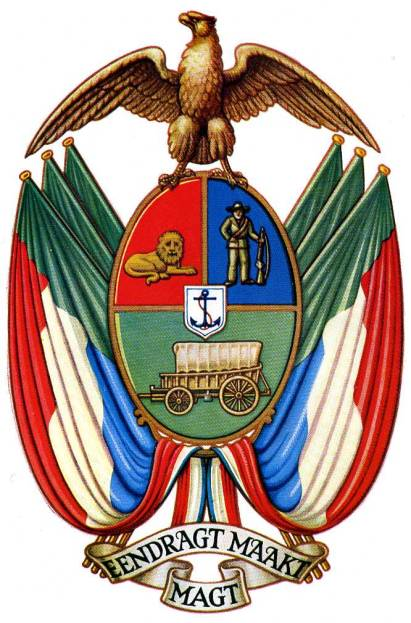
Версія, що використовувалася провінцією Трансвааль

У 1950 році адміністрація провінції Трансвааль вирішила прийняти старий герб як провінційний і доручила головному архівістові доктору Коенрааду Бейерсу провести розслідування та повідомити про найбільш кращу версію. Герб, очевидно, було введено в 1954 році  і використовувався до припинення існування провінції в 1994 році.

## Блазон
Герб був зареєстрований у Геральдичному коледжі в липні 1955 р. та зареєстрована в Геральдичному бюро в жовтні 1967 р. Офіційний блазон:
- Овальний щит пересічено та напіврозсічено зверху золотими нитками, у першій чарвоній чверті приліг лев природніх кольорів; у другій синій бородатий чоловік у національному вбранні в капелюсі та бандольєрі, що тримає в лівій руці пістолет; в зеленій половині фургон; на срібному щитку синій канатований якір.
- На щиті сидить золотий орел.
- Позаду щита і внизу з обох боків накинуті три прапори Південно-Африканської Республіки: зелений, червоний, білий і синій.
- Девіз: EENDRACHT MAAKT MAGT

### Позначення
- Beyers, C. (1950).  'Die Wapen van Die Suid-Afrikaanse Republiek' in Archives Year Book (1950)
- Brownell, F.G. (1993).  National and Provincial Symbols.
- Engelbrecht, C.L. (1987).  Money in South Africa
- Pama, C. (1965).  Lions and Virgins.

## Зовнішні посилання
- Вебсайт Південноафриканської геральдики